# Dalforce
Dalforce, oder auch die Singapore Overseas Chinese Anti-Japanese Volunteer Army (chin.:星华义勇军 - Xinghua Yi Yong Jun), war eine aus Freiwilligen zusammengestellte Bürgerwehr der chinesischstämmigen Bevölkerung Singapurs, kurz bevor die Stadt im Februar 1942 von den Japanern eingenommen wurde (→ Schlacht um Singapur).

## Geschichte
Nachdem sich gegen Ende des Jahres 1941 immer mehr chinesische Freiwillige bei der britischen Armee meldeten, schickte diese sie ab dem 25. Dezember zu Oberstleutnant John Dalley, der bei der malaiischen Staatspolizei diente. Er unterzog die Chinesen einem kurzen Basistraining und stattete sie mit den nötigsten Waffen aus. Eine spezielle Uniform gab es nicht. Die Chinesen trugen im Regelfall ihre normale Straßenkleidung und keinen Helm. Nach Dalley wurde die Einheit schon bald darauf mit der Abkürzung Dalforce benannt.
Die Dalforce bestand aus etwa 1.000 bis 3.000 Chinesen, die aus allen Teilen der Bevölkerung Singapurs kamen. Unter ihnen waren Menschen, die aus einfachen Verhältnissen stammten, genauso wie Intellektuelle aus den oberen Schichten. Auch in politischer Hinsicht bestand die Dalforce aus einem Gemisch von Menschen, die entweder den Kommunisten oder der nationalen Kuomintang nahestanden.
Da sich auch Frauen bei der Dalforce bewarben, formte Dalley aus ihnen eine kleine Sanitäts- und Versorgungstruppe.
Nach Protesten gegenüber den Briten, die die Unterversorgung der Dalforce beklagten, überlegte die britische Führung, die Einheit besser auszurüsten, und orderte eine Nachschublieferung nach Singapur. Doch diese kam dort nie an, da der Truppentransporter Empress of Asia am 5. Februar 1942 von den Japanern kurz vor Erreichen Singapurs versenkt wurde.
Obwohl die Dalforce-Einheiten fast gänzlich untrainiert waren und auch nur über ein limitiertes Arsenal an Waffen und Munition verfügten, wurden sie von den Briten unter dem Oberbefehl von Generalleutnant Arthur Percival an verschiedenen Stellen der Stadtverteidigung, hauptsächlich im Nordwesten Singapurs eingesetzt. Dort kämpften sie an der Seite der britischen, australischen und indischen Truppen.
Während der Kämpfe kamen die meisten der Dalforce-Soldaten ums Leben. Die, die von der japanischen Armee gefangen genommen worden waren, wurden später im Rahmen der japanischen Säuberungsaktionen getötet. Den meisten der Überlebenden gelang es, im Dschungel unterzutauchen, nachdem die Dalforce am 13. Februar, zwei Tage vor dem Fall Singapurs, aufgelöst worden war. Sie konnten nach einiger Zeit den Kontakt zur Malayan Peoples’ Anti-Japanese Army herstellen und sich ihnen im Guerillakampf anschließen.

## Legendenbildung
Die chinesischstämmigen Einwohner Singapurs sahen in der Dalforce einen Mittler, der es ihnen ermöglichte, zusammen mit den in China verbliebenen Kameraden gegen die Japaner zu kämpfen, die zu der Zeit die Hälfte der chinesischen Küstenprovinzen besetzt hatten. Vor allem stand die Dalforce als ein Symbol für die Einheit aller Chinesen, die sich ungeachtet ihrer jeweiligen politischen Ansicht gegen einen gemeinsamen Feind wandten. Etwas, das in China selbst nicht der Fall war. Daher wurden die Mitglieder der Dalforce oft als Helden verehrt und zu einer Legende der chinesischen Einwohner Singapurs.
Aus vielen chinesischen und einigen englischsprachigen Schriften der damaligen Zeit geht die Heldenverehrung der Dalforce-Angehörigen deutlich hervor. Auch aus etlichen mündlich überlieferten Geschichten rund um die Einsätze ist dies abzulesen.
Die Popularität der Dalforce ging aber schon in den 1950er Jahren schnell zurück. Erst in den 1990er Jahren gewann sie wieder an Bedeutung, als die Regierung in Singapur mit der Aufbereitung der Kriegsereignisse begann, um damit ihre Alltagspolitik zu untermauern.